# Japán középkori fegyverek
A japán kardoknak külön korszakai vannak, így a Japán középkor a Koto (kard)korszakba sorolandó. Japánban a középkorban nem hordhatott bárki fegyvert, ez a jog ugyanis a szamurájokat illette meg. Bár mellettük ott voltak a nindzsák is, mint fegyverhasználók. A japán középkorban kezdtek először megjelenni a modern lőfegyverek elődei is, például a portugál származású Teppó.

## A kor
A japán középkort 1185 és 1603 között határozzuk meg. Ezt a kort három további periódusra tudjuk bontani, az első a Kamakura-kor (1185-1333), utána jött a Muromacsi-kor (1336-1573) végül az Azucsi Momojama-kor (1568-1603) zárta. A sógunátus uralma alatt élték korukat a japán szamurájok is.

## Vágó fegyverek
- Kodacsi:
  - Tantó
  - Vakizasi/Vakazasi: 1-2 saku közötti hosszal, általában 56 cm-rel rendelkezik.
  - Katana: Csak akkor tartozik ebbe a csoportba, ha Tacsival együtt viselik. A katanák közé minden olyan kard besorolható, melynek hosszúsága 100–103 cm között van.
- Tacsi: A hosszú kardok közül, a háborúban az övre éllel lefelé felfüggesztett, hosszabb kardfajta, általában 127 cm hosszú.
- Kogatana: Gyakran Kozuka pengéknek nevezik. Ezek a „kis kések” ne olyan formájúra vannak kiképezve, mint a tantó, vagy a katana. Az egyik felük, (az életlen) egyenes, csak az élezett felük ívelt. A kések egyik felét polírozzák, a másik, polírozatlan, durva felébe bevésik a jelölő írásjegyeket.
- Nindzsakard
- Nodacsi, vagy más néven Ódacsi, amit a feudális japánban, a szamurájok használtak. Hossza körülbelül 3 saku (35,79 hüvelyk, vagy 90,91 cm), azonban nincs adat a pontos hosszáról. Ünnepi tárgyként használták leginkább, vagy szertartásokhoz, de fegyverként is. Leginkább az Edo-korban voltak divatosak, de nem csak akkorra jellemző.
- Zanbató: A zanbato ("lószeletelő szablya / lóölő kard") egy hosszú nyélhez erősített, különösen nagy, erős és széles, alig ívelt pengéjű, durván kidolgozott kard, amit főként a Sengoku Jidai (1477-1568), a háborúzó tartományok idején használtak. Arra fejlesztették ki, hogy a lovasok alól kivágják a lovat, vagy hogy egyetlen csapással megöljék a lovast és akár a lovat is. Csak rövid ideig volt használatban, mert túl nagynak és nehéznek bizonyult, nem ritkán két ember kellett a kezeléséhez.
- Kama: Egy hagyományos japán gazdálkodási eszköz, hasonló a sarlóhoz. Gyakran szerepel a harcművészetek terén, néka Kai, vagy Kettős kai néven.
- pengék: 
  - Maru kitae: Homogén keménységű, egyszerű vagy rétegkovácsolt acélpenge. Ez a legegyszerűbben elkészített penge, a többi kardot is ilyen anyagból készítik, csupán az eljárásuk más, kifinomultabbak.
  - Variha kitae: Alapjáraton egy Maru kitae penge, végére azonban vágóélet kovácsoltak.
  - Makuri kitae, Hoszammai kitae: A kifinomultabb eljárások során egy központi, lágyabb részt vettek körül három oldalról edzett acéllal.
  - Sihó-zume kitae: Ebben az esetben a penge minden oldalát edzett acéllal burkolták.
- kardhegy kialakítások:
  - Sinogi-zukuri
  - Hira-zukuri
  - Unokubi-zukuri
  - Sobu-zukuri
- Él és kardhegy edzésvonal fajtái:
  - Csódzsi=Lóherefa virágos
  - Szugu=egyenes
  - Togari=hegyes
  - Gunome=cikkcakkos
  - Tóran=gomolygó
  - Szudare=bambusz-szalag függönyös
  - Hitacura=„full tempered”
  - Jahazu=hornyolt/bevágott
  - Mimigata=„eared”
  - Kikuszui=„krizantém a vízmeb”
  - Midare=szabálytalan
  - Szanbonszugi=„három cédrus”
  - Hako=doboz alakú
  - Notare=hullámos/dagadó

## Zúzó fegyverek
- Csigiriki:  Szára szilárd, vagy üreges fából, bambuszból, vagy vasból készül. Végén esetenként visszahúzható, súllyal ellátott vas lánc van. Használhaló az ellenfél megragadására, lefegyverzésére, vagy csapásának hárítására.
- Kuszarigama: A csigiriki egy olyan agresszívabb fajtája, melynek nem csak lánccal ellátott vége van, hanem bot másik felén egy kaszához hasonló penge helyezkedik el. Két változata van, egy hosszú-  és egy rövid „nyelű”.
- Kjókecu soge: Hasonló a kisebb fajta kuszarigamához, azonban itt a lánc végén nem súly van, hanem egy vaskarika. A pengéje is más formájú.
- Nuncsaku
- Tecubo: Vagy más néven kanabó. Egy nagyon régi és nagyon nehéz botfajta, tulajdonképpen egy megerősített szöges bunkó. Nehéz tölgyfából (vagy éppen tiszta fémből) készült, a közepe fémmel volt borítva, a vége pedig nagy fém szegecsekkel volt kiverve. Eléggé ritka volt, ugyanis a nagy súlya miatt csak kevesen tudták eredményesen használni, és mivel a mondabéli démonok (oni) kedvenc fegyverének számított, ezért nagy tisztelet övezte.
- Tonfa: Másik nevein tomfa vagy tuifa. Kb. 50 cm hosszú keményfa rúd vagy hasáb, egyik végéhez közelebb merőleges markolattal ellátva. Főleg körkörös ütésekre és csapásokra használják, de a hosszabb felét befelé fordítva az alsó karra irányuló támadások kivédésére is jól alkalmazható. A rizs hámozásához és fényesítéséhez használt mezőgazdasági eszközből fejlődött ki. Származásából és egyszerű elkészítési módjából is következik, hogy főleg a szegényebb rétegek körében volt népszerű.
- Csatabárd/Harcifejsze

## Szálfegyverek
- Jari (vagy so): A lándzsa japán neve. Mérete az egy méterestől az öt méteresig terjed, és néhány kivétellel minden változata kétélű. A hosszú változatok neve nagae-jari, míg a rövideké mocsi-jari illetve tae-jari. A rövidebbeket alapvetően a szamurájok, míg a hosszabbakat a gyalogos katonák használták. A lándzsa hegye egyenes volt, mérete harminc centimétertől másfél méterig terjedt és ugyanolyan minőségű acélból készült mint a kardok és a nyílhegyek, így nagyon strapabíró volt. Természetesen készítettek rosszabb minőségűeket is, amelyeken általában nincs hamon, vagyis edzésvonal. A lándzsa nyele fából készült, amire adott távolságonként fémgyűrűket (szemenage) szorítottak, ezzel akadályozva meg annak széthasadását. Erre akkor volt szükség, amikor a lándzsa hegye hosszú nakago-val, vagyis lapos "nyéllel" volt a fához erősítve, ilyenkor ugyanis a fát be kellett hasítani hogy a nakago-t bele lehessen csúsztatni (csapolni), ami természetesen meggyengíti azt. Készítettek olyan pengéket is, amelynek a végére tokot képeztek ki (ami gyakorlatilag egy cső), és ezt szorították rá a lándzsa nyelére (így azt nem kellett bevágni). Ezt fukuro-jari-nak hívják.
- Naginata

## Lőfegyverek
- Íjak (Jumi)
  - Fuszetake jumi: Kompozit  íj,  Az alapja ennek is fa, külsejére azonban enyvvel bambuszt ragasztottak. Az enyvet pedig vagy hal-, vagy szarvas zsigerekből készítették.
  - Kijumi: Régebbi típusú, nagyobb darab fából készült.
  - Szanmai ucsi jumi: Ez már az a típus, melynek mindkét oldalára tettek bambuszt. Leginkább a 13. 14. századra jellemző.
  - Sihócsiku jumi: Végül, a 15. században, a fát teljesen körül vették bambusszal.
  - Korabeli nyílhegyek: 
    - Hikime
    - Maku
    - Togarija
    - Tobi-Naosi
    - Karimata
    - Szoja
- Puskák, ágyúk:
  - Teppó: A portugálok vitték be Japánba a Szengoku-időszak alatt. A neve később, mint Tanegasima maradt fenn, a Tanegasima nevű szigetről, amit Tanegasima Tokitaka vezetett. Mivel nagy keletje volt ekkoriban Japánban, ezért gyorsan reprodukálták őket és a 16. század végére Japán lett a világ legnagyobb lőfegyvergyártója. Több, mint 300 000-et gyártottak a bevezetésének első 10 évében. A szamurájok elfogadták fegyverükként, ahogy a pisztolyát is, a Tantutót is.
  - Tantuto: Olyan, mint a Teppó, csak kisebb méretű, pisztoly.
  - Japán katapult: Egyetlen példány sem maradt fenn, de igazoltan nagy sikerrel alkalmazták őket.  Ezek a trebuchetek valószínűleg a kínai „kuporgó tigris” változatra emlékeztettek, s mivel viszonylag kis lövedékeket lőttek ki, nem lehettek olyan masszív alkotmányok, mint a korabeli európai megfelelőik.
- Furanki: Vagy más néven isibiják, portugál hátultöltő ágyúk voltak, forgóállványokra szerelve, hajókon használták őket. A töltést és a golyót a nyitott csőfarba helyezték, amelyet egy fadarabbal fedtek le,. Ez gyors tüzelést tett lehetővé.A csőfarkamrát fedő alkatrészt, egy fa-, vagy vaspecekkel rögzítették. Mellette kiszökhetett némi gáz, ezzel csökkent a robbanás ereje és a lövedék sebessége.
- Akunei ágyú: Az egyik legkorábban Japánba került portugál ágyúnak tartják.
- Hija

## Hajító fegyverek
- Suriken
- Tecubisi: Vassulyom, vagy lábtövis névvel is illetik. Az üldözők lába alá vetett kis fémeszközök járó képtelenné tették a célpontot. Egyik fajtájának hegyei úgy vannak kiképezve, mint a horgászatban a horog. A vége vissza van hajtva, így eltávolításkor is sebez, míg egy másik fajtája üreges vascsövekből állt, sebzéskor nagyobb vérveszteséget okozva.

## Japán harci legyező
- gunszen
- tesszen
- gunbai

## Galéria

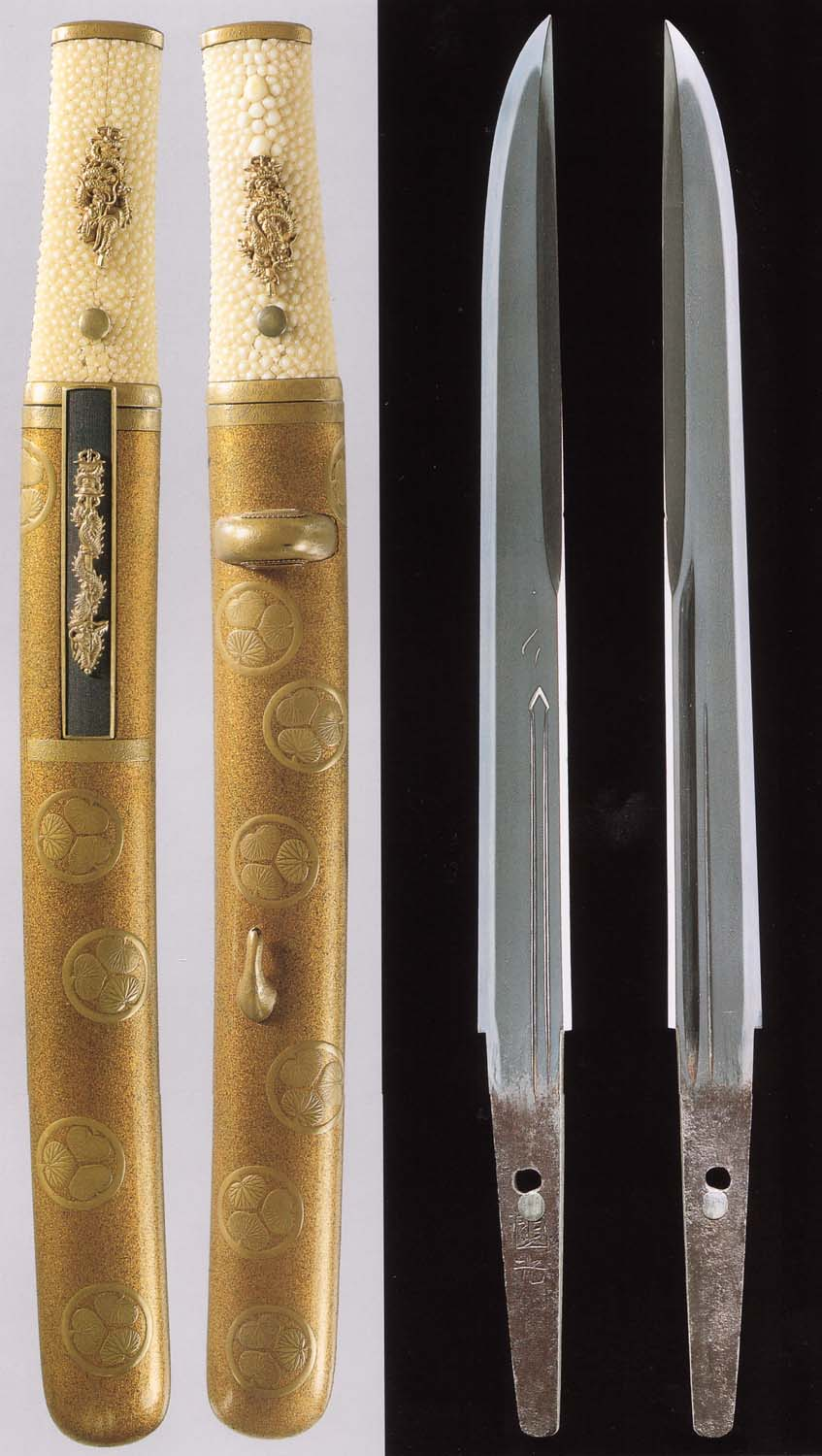
Tantó
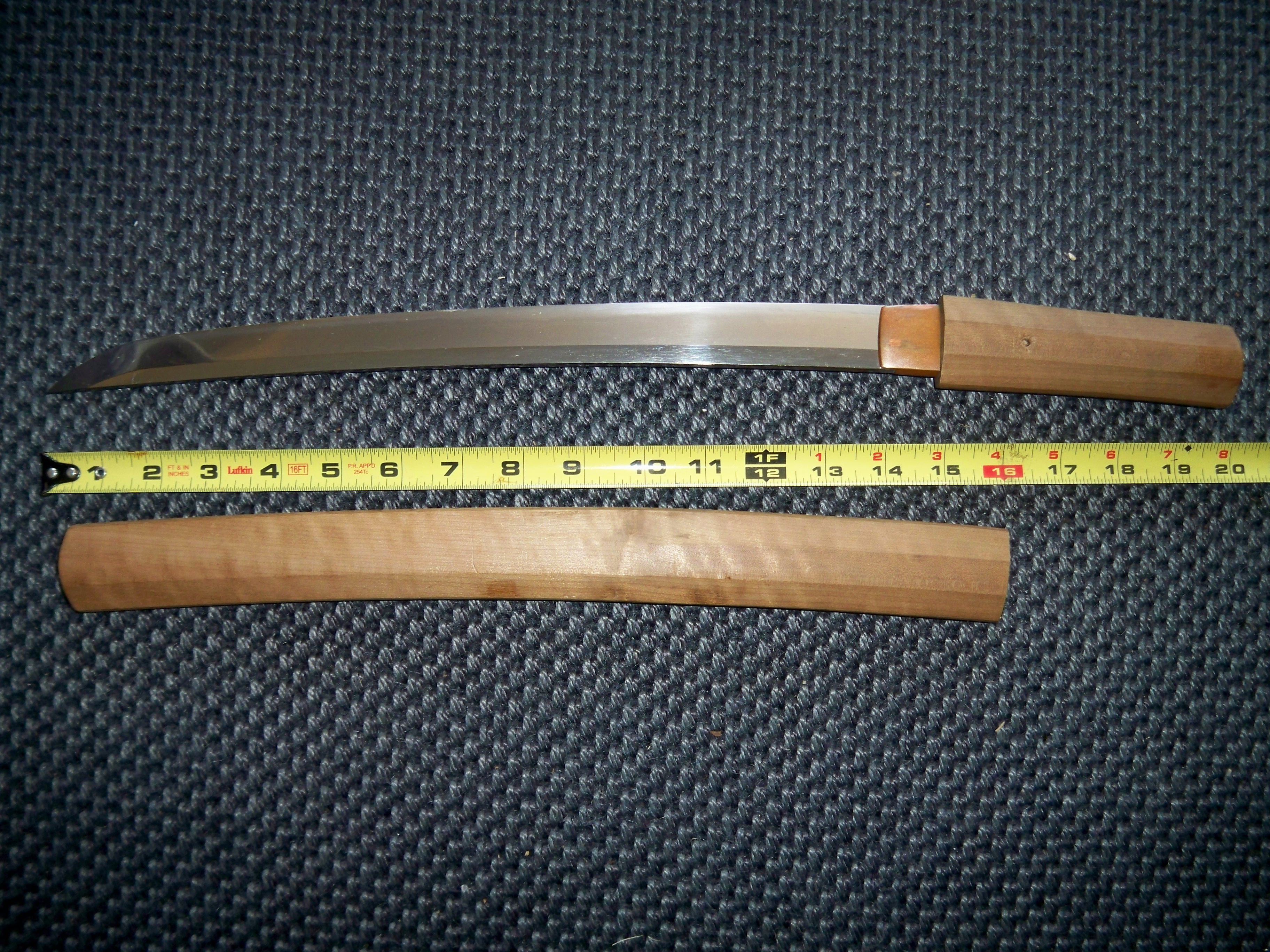
Vakizasi
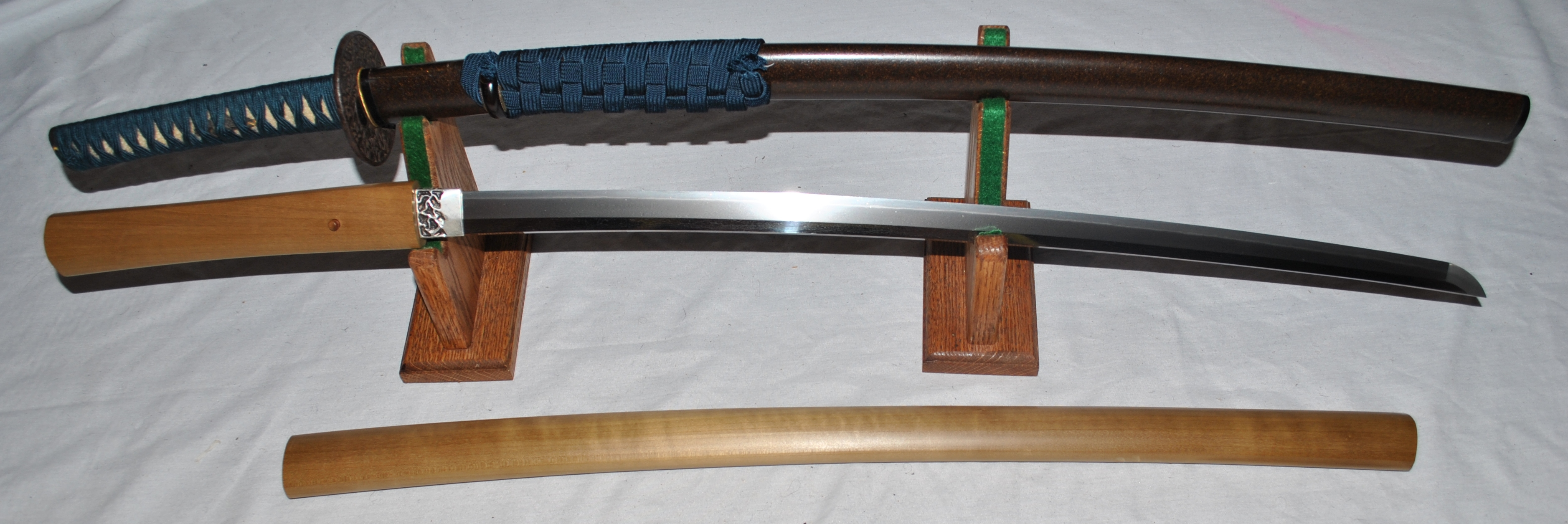
Katana
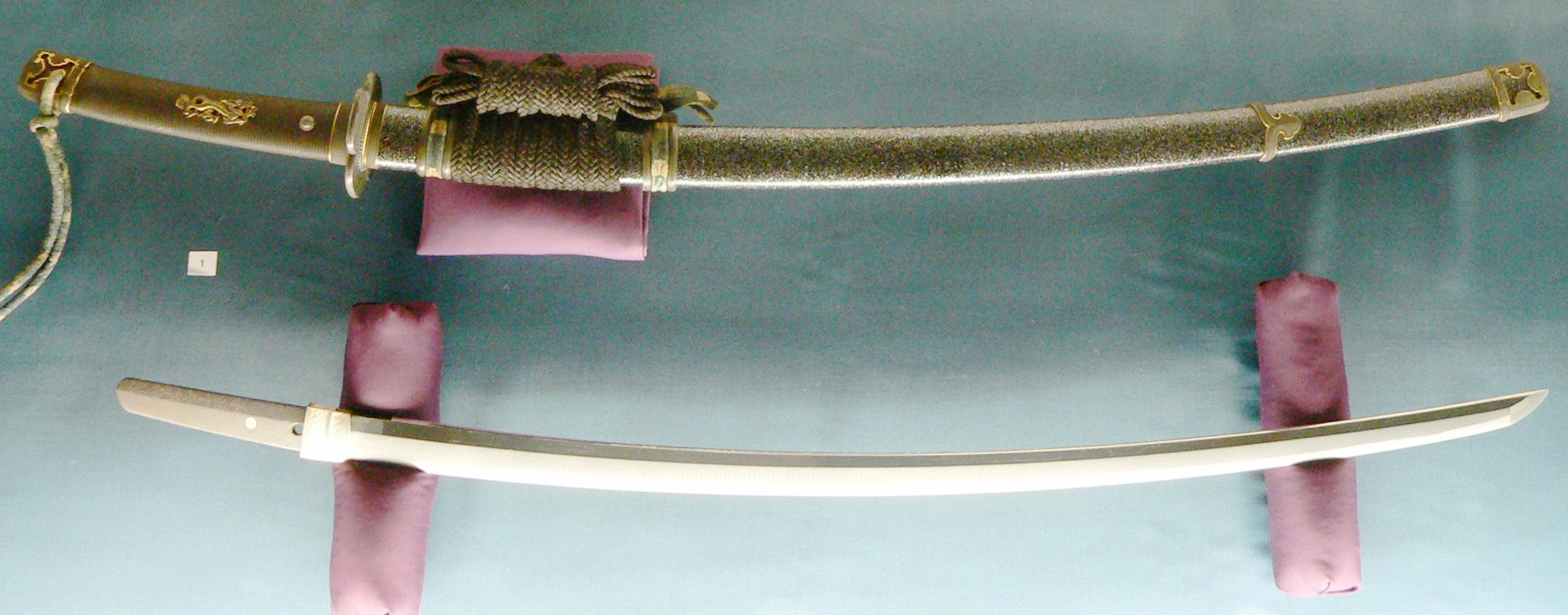
Tacsi
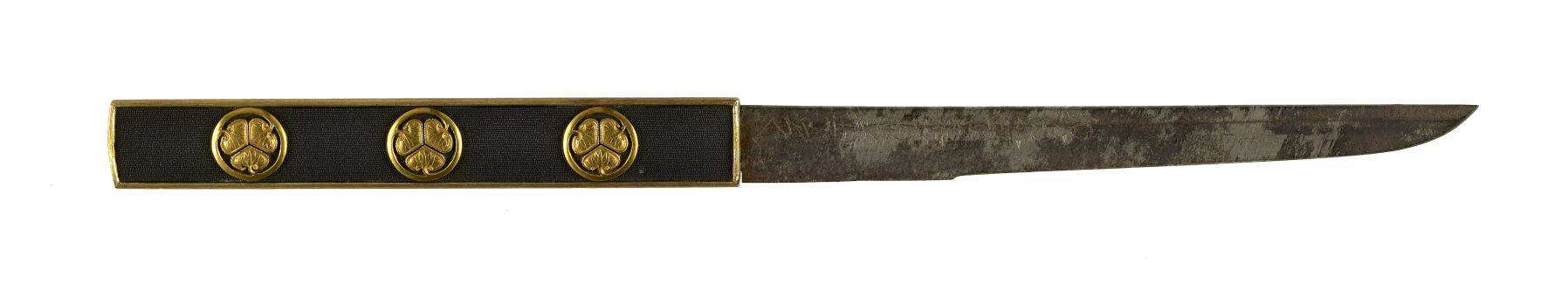
Kogatana, vagy Kozuka
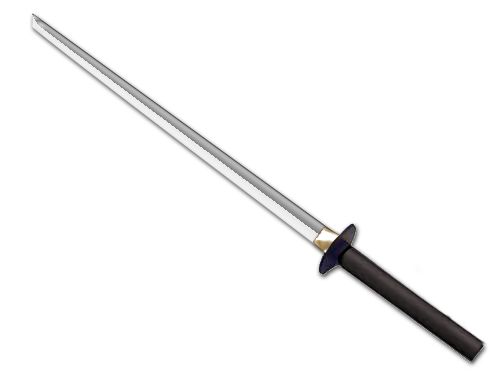
Egyenes nindzsakard
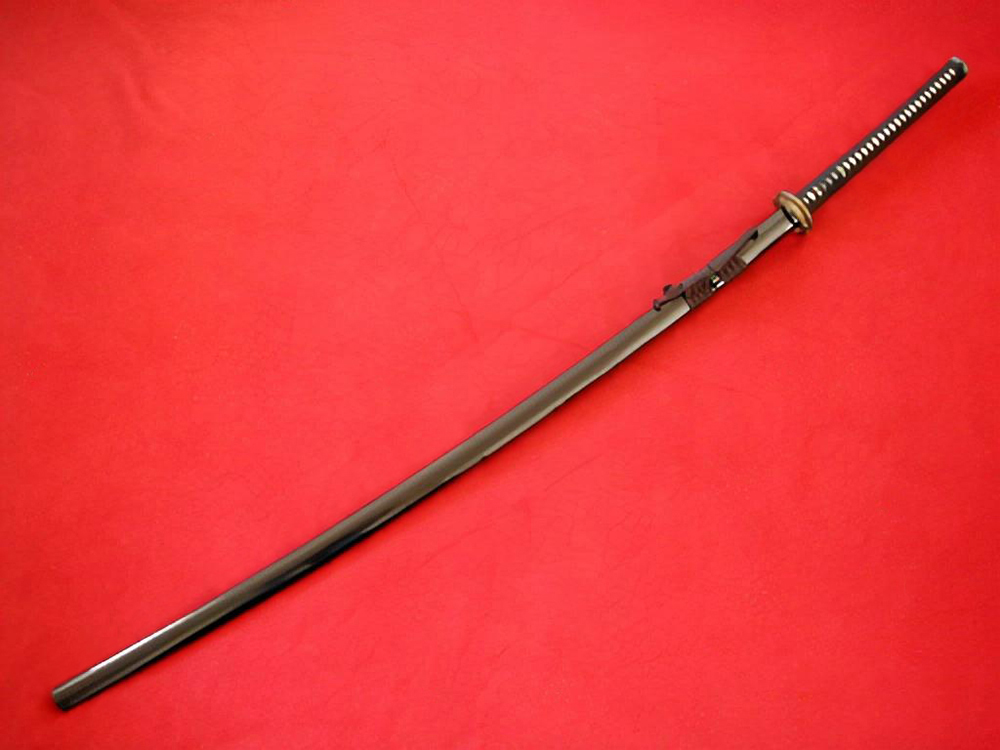
Nodacsi, vagy Ódacsi
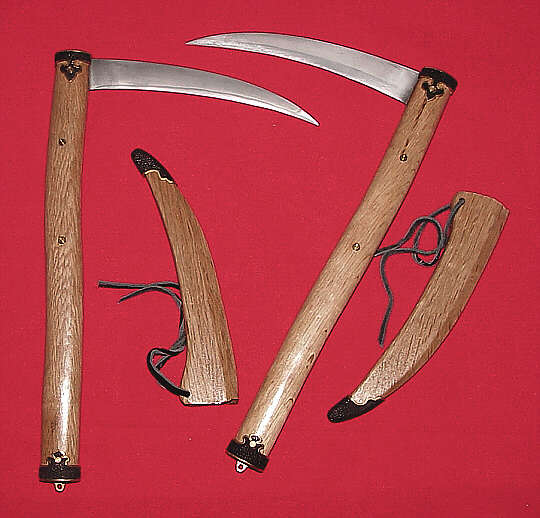
Két kama
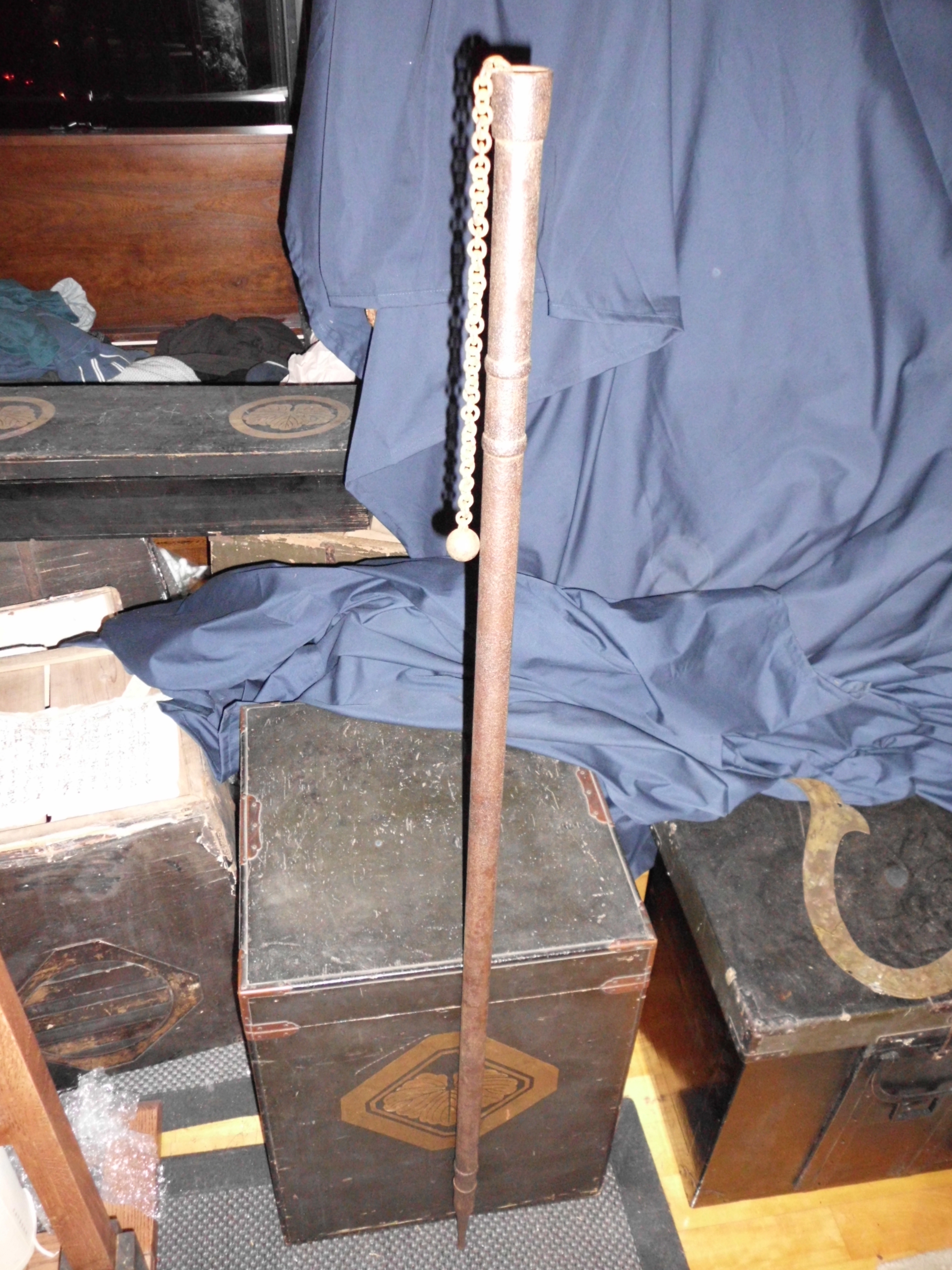
Csigiriki
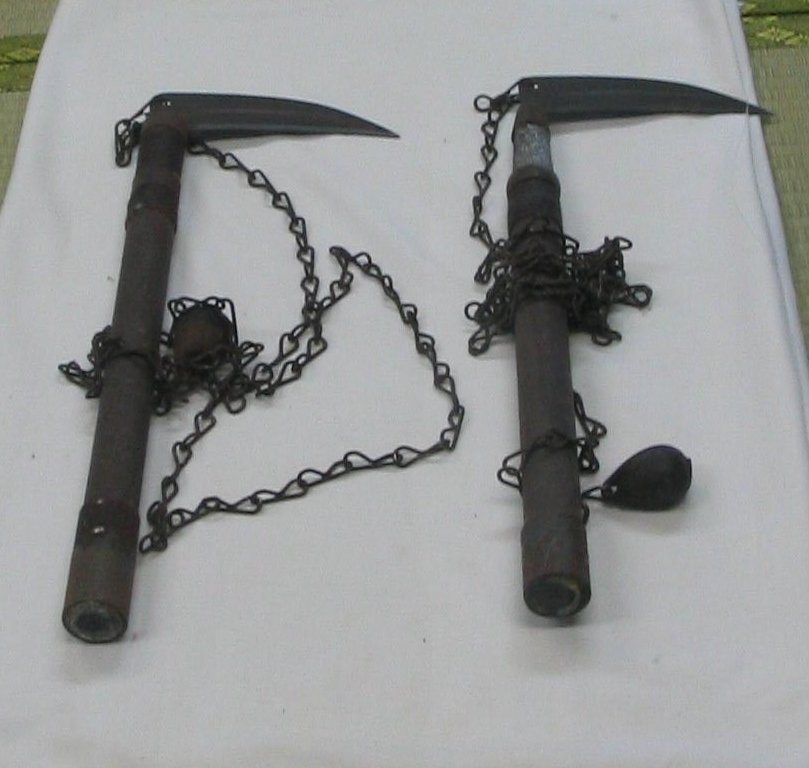
Hosszú nyelű kuszarigama
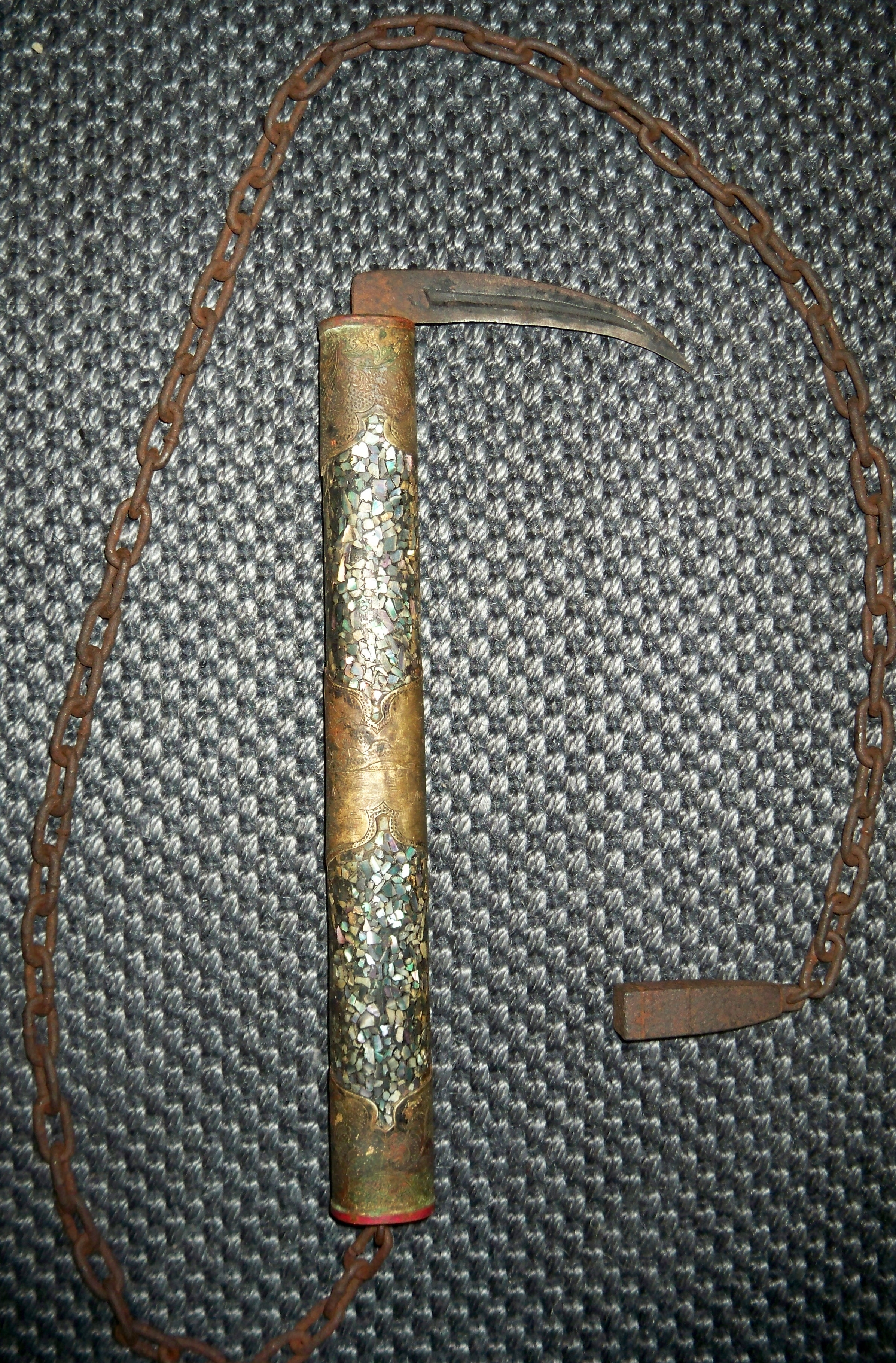
Rövid nyelű kuszarigama
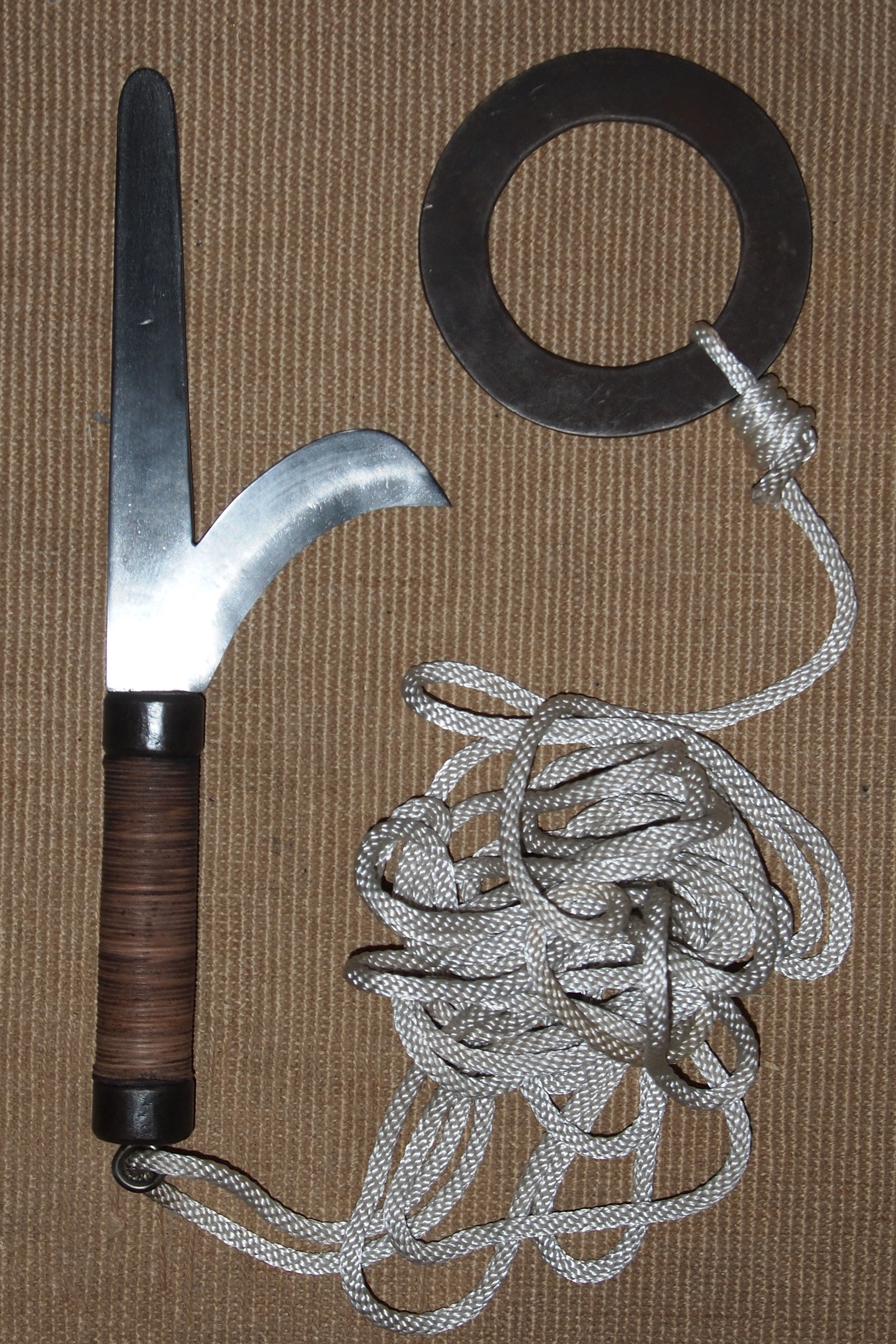
Kjókecu-soge
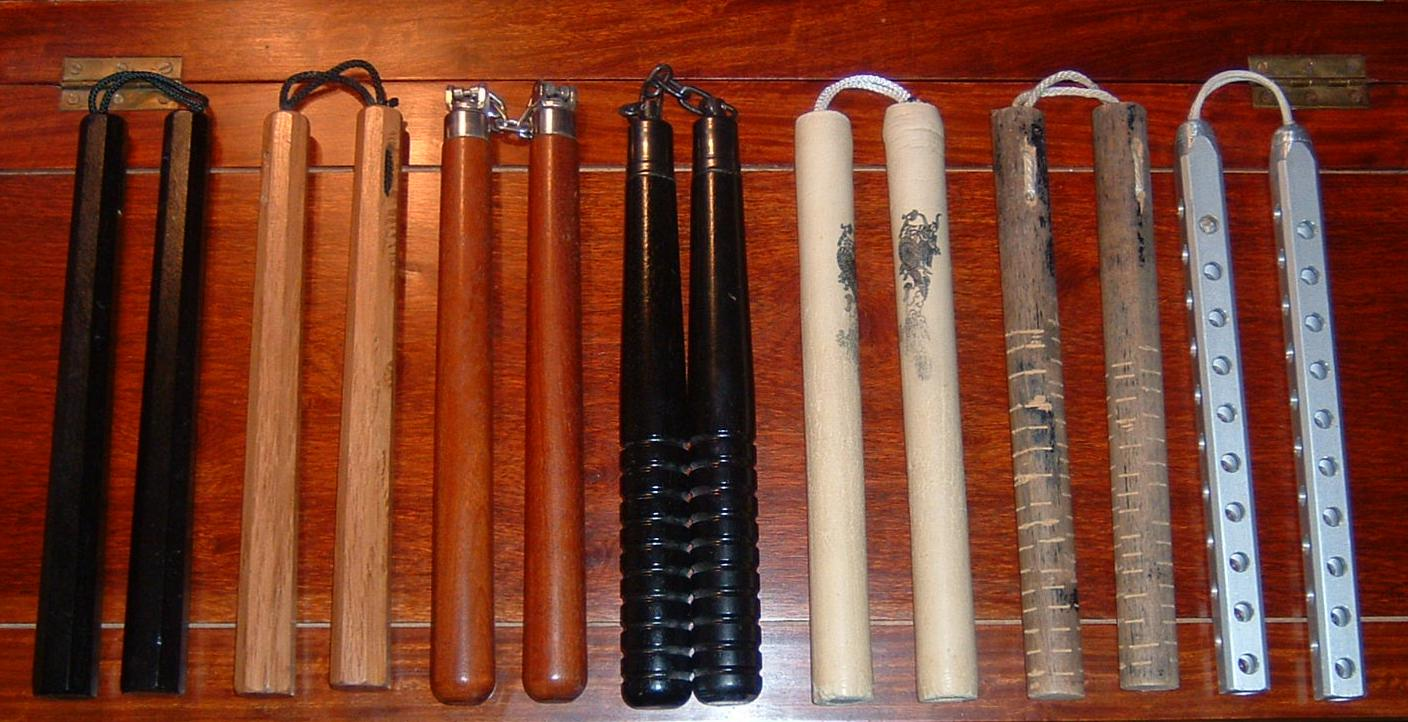
Nuncsaku
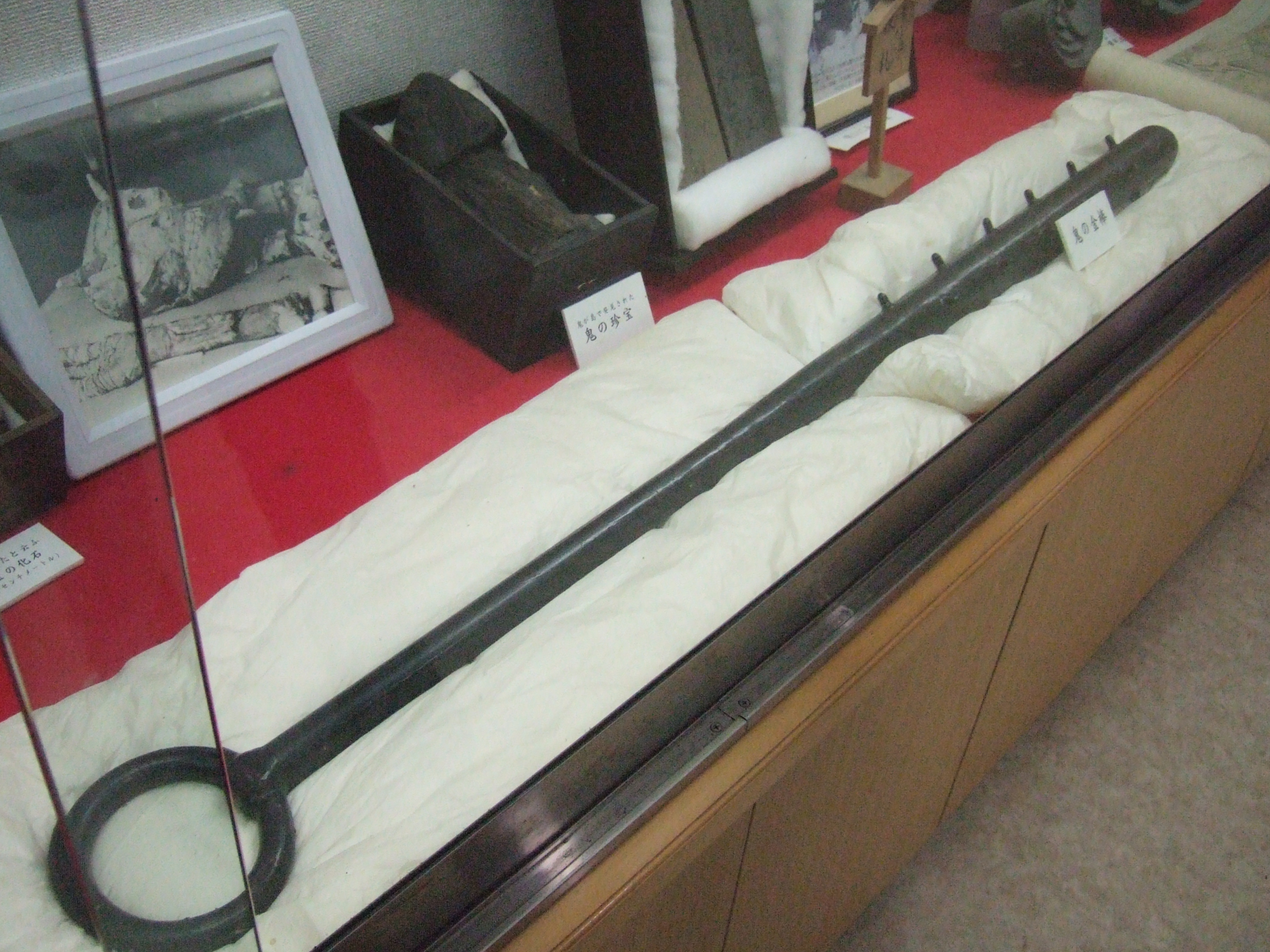
Tecubo, vagy Kanabó
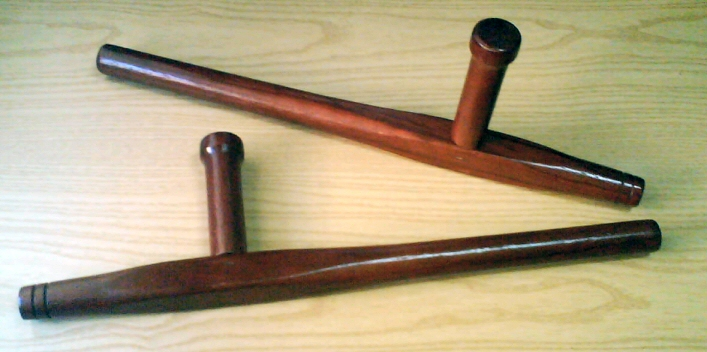
Tonfa
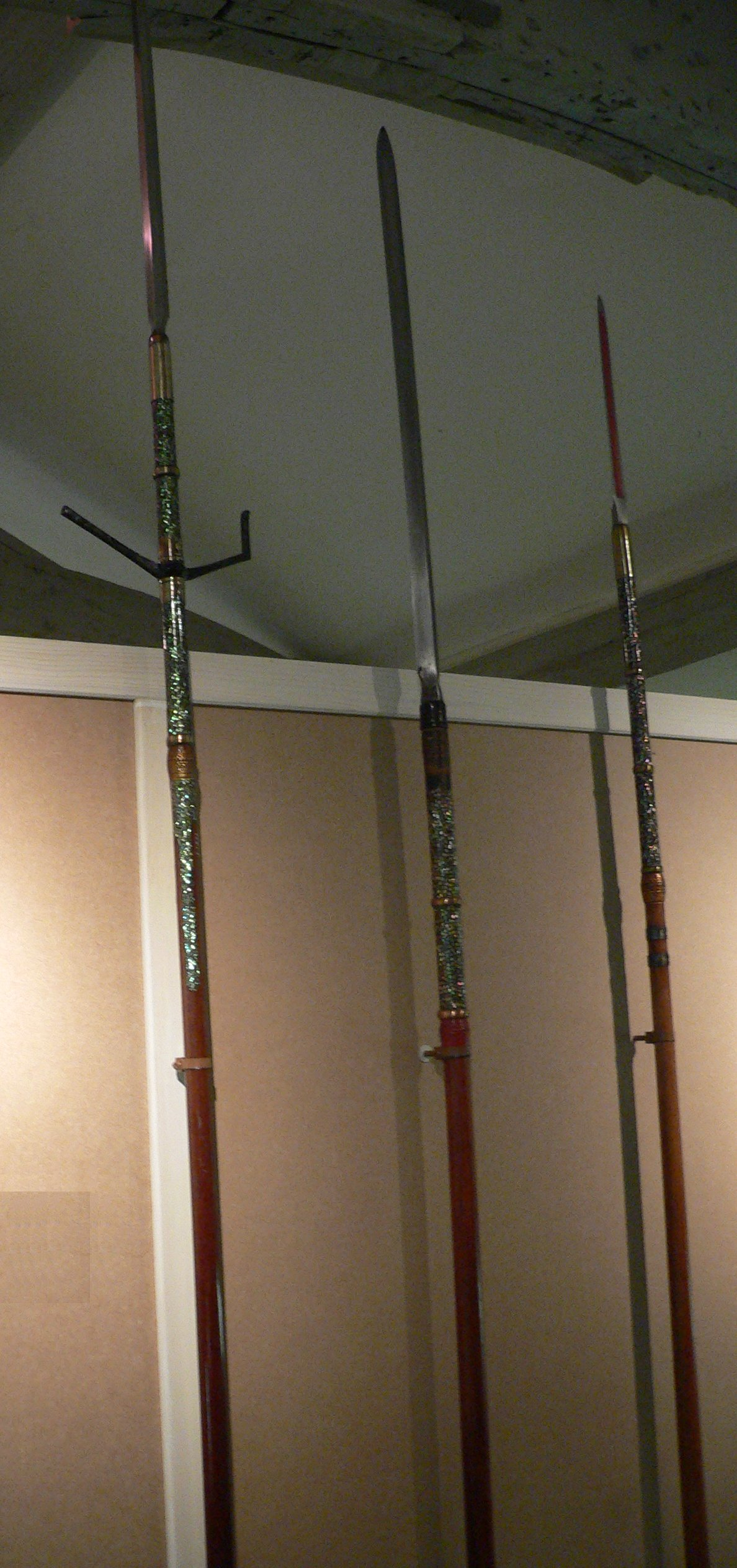
Jari
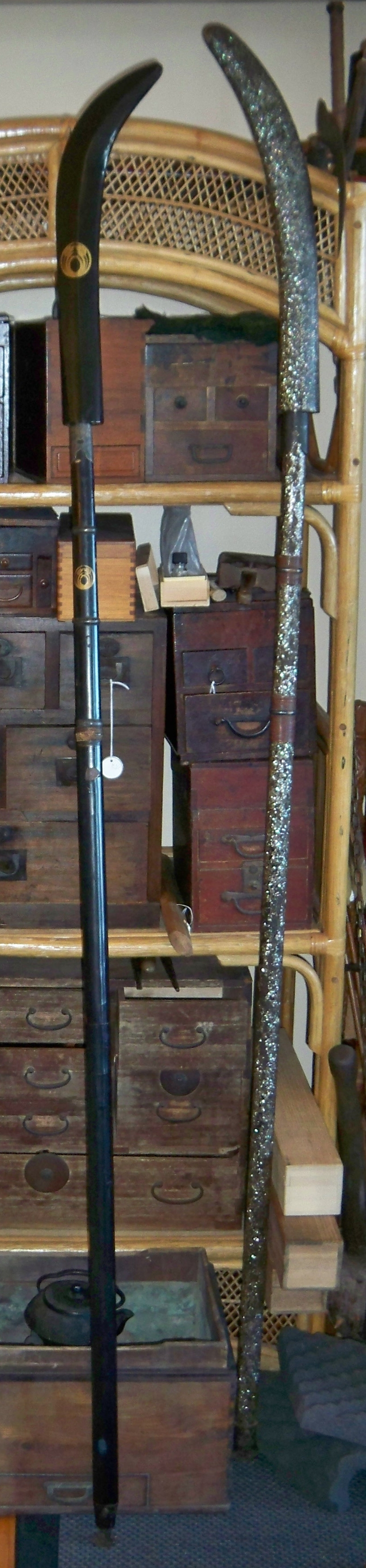
Naginata
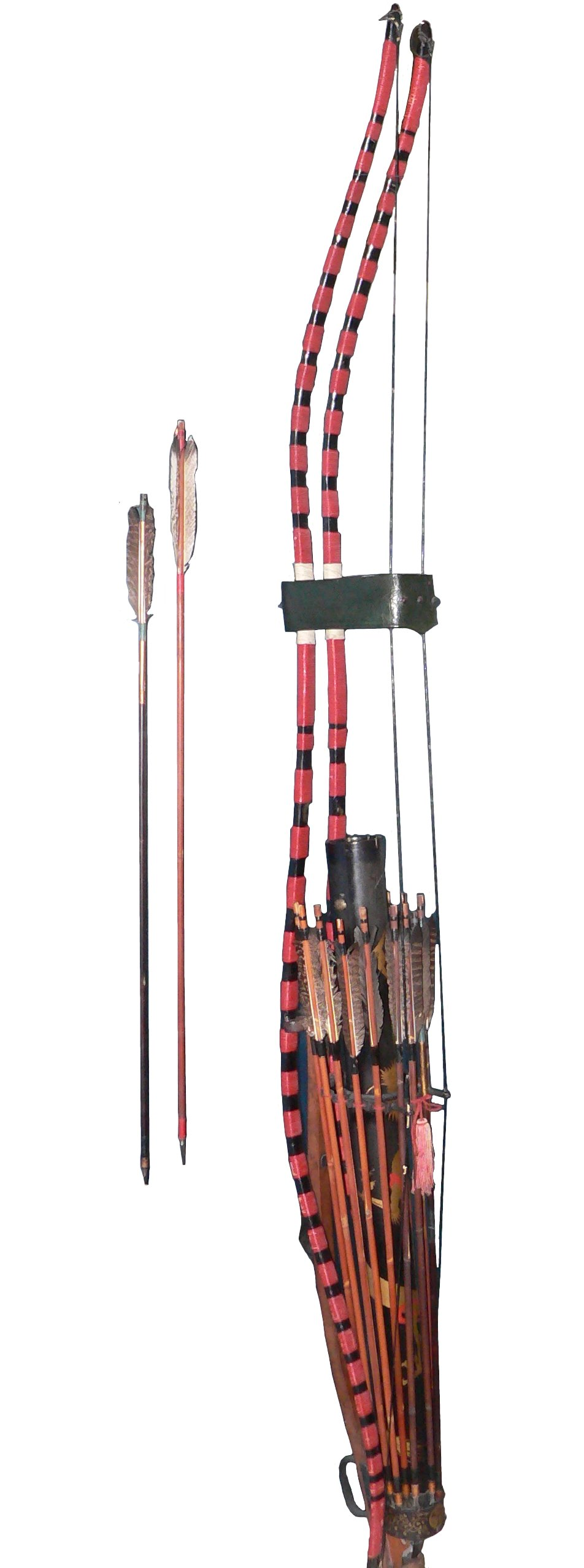
Japán íj (Jumi)
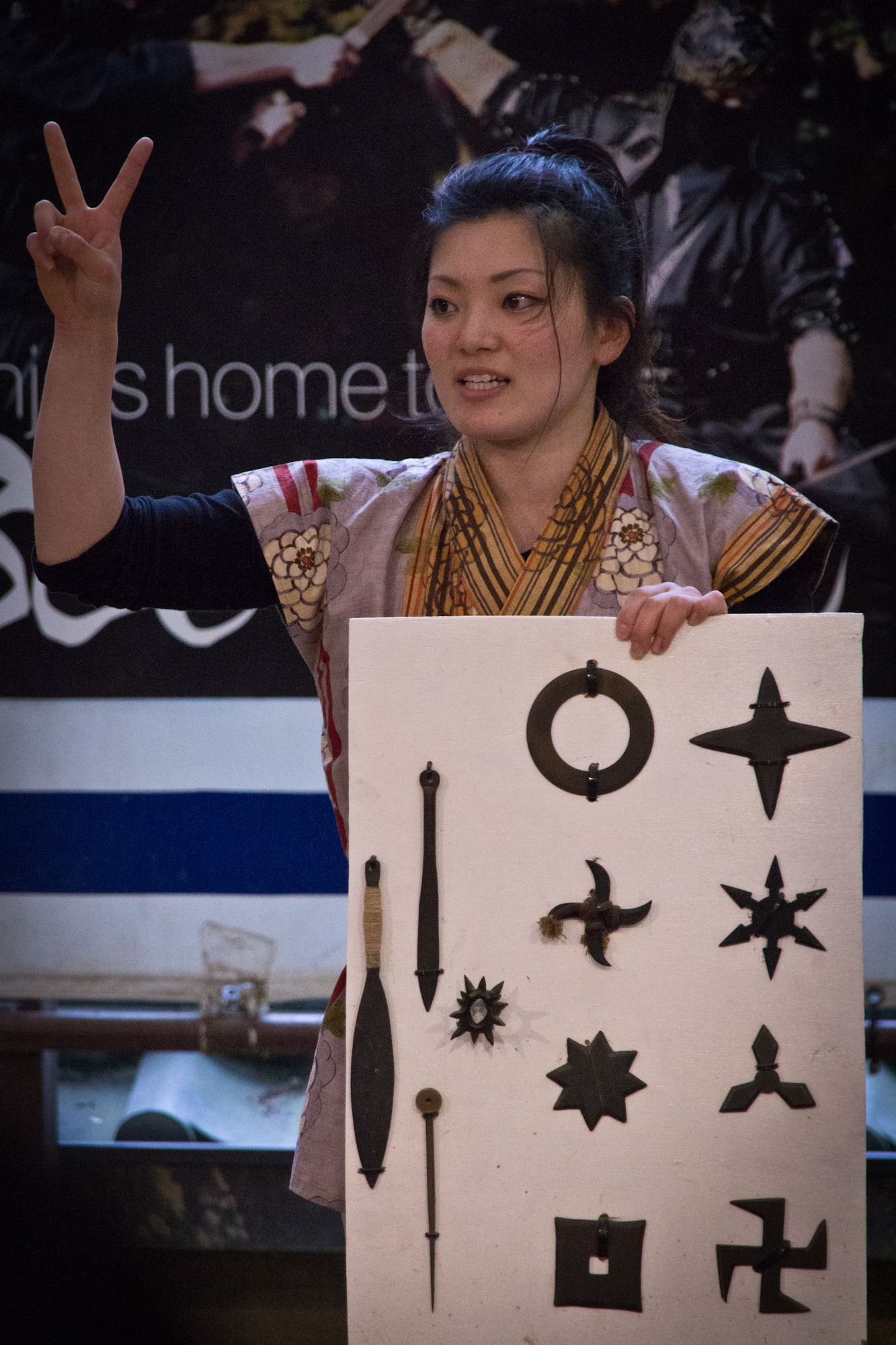
Surikenek fajtái
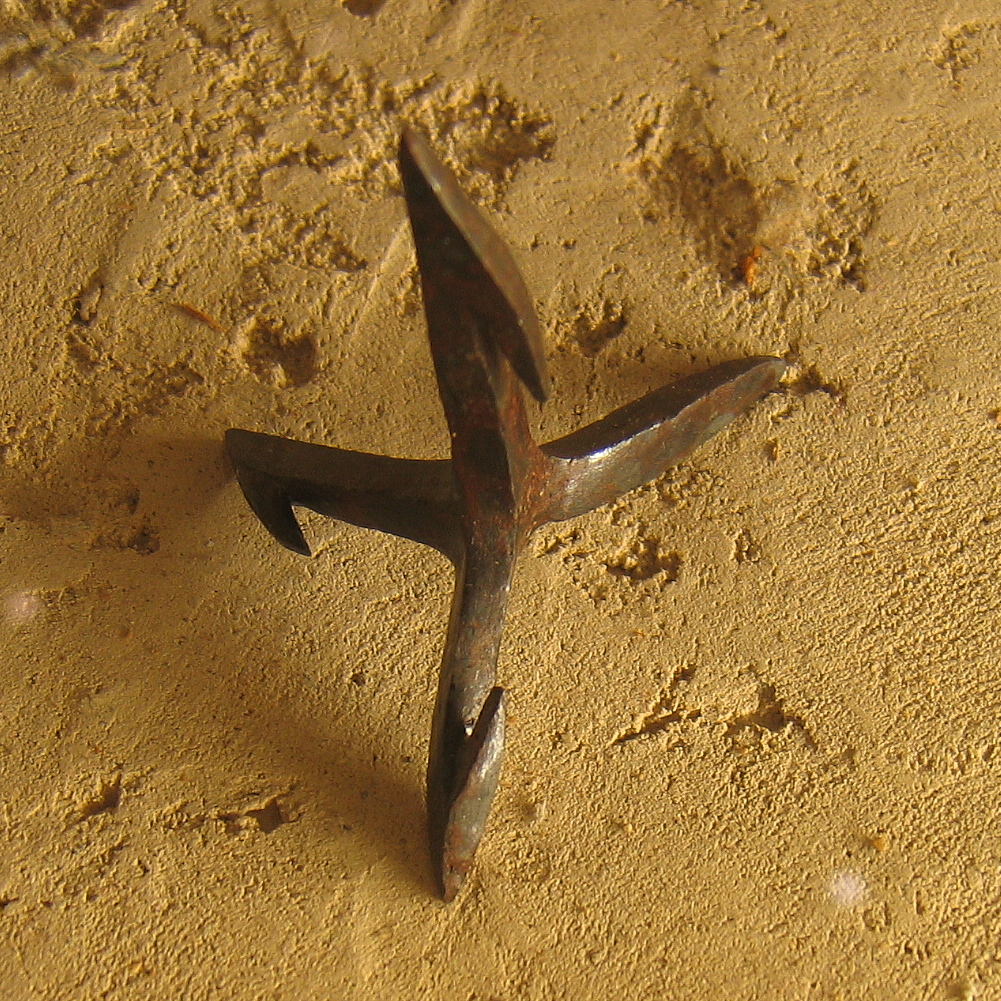
Tecubisi, Vassulyom
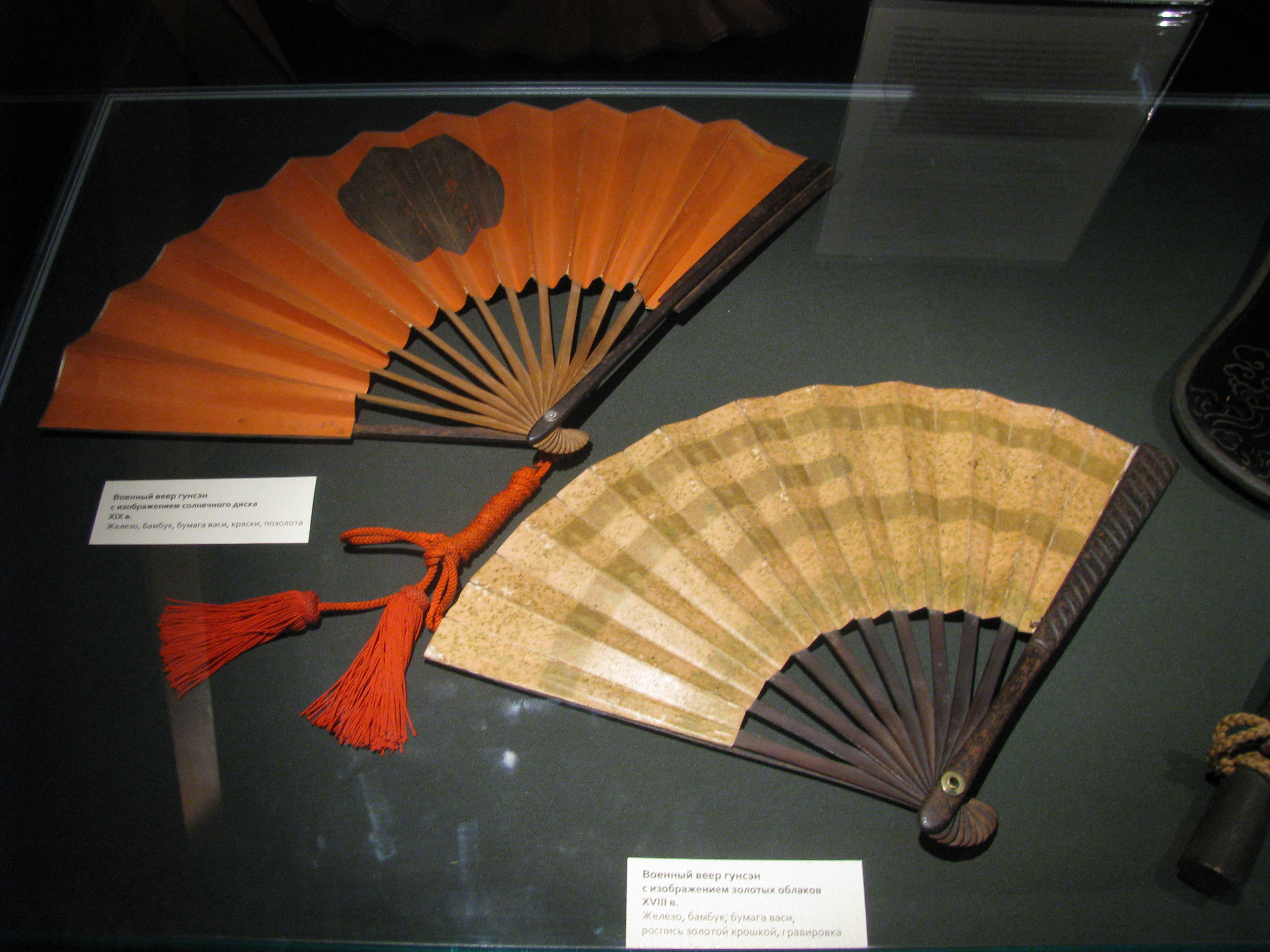
Gunszen
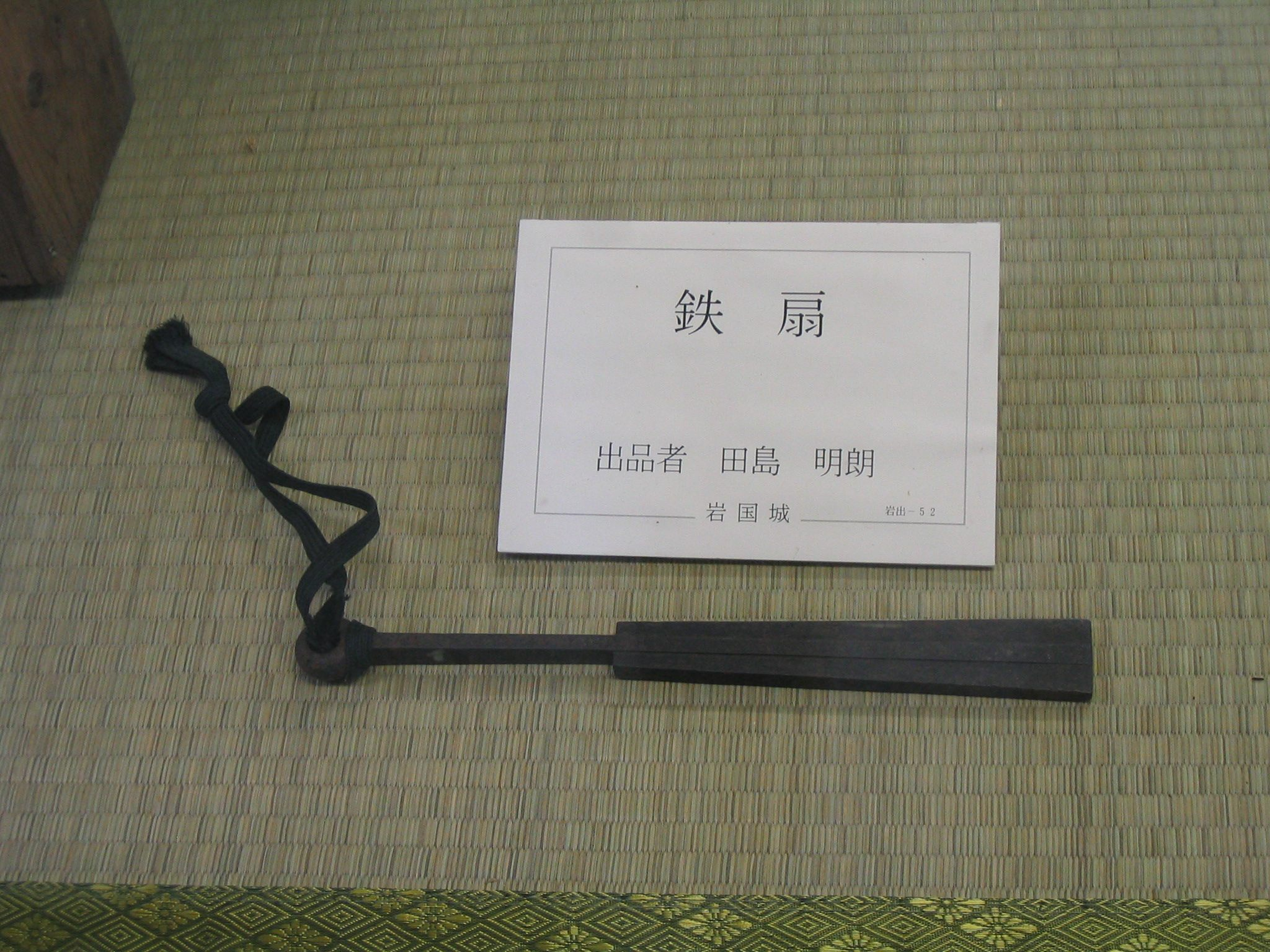
Tesszen
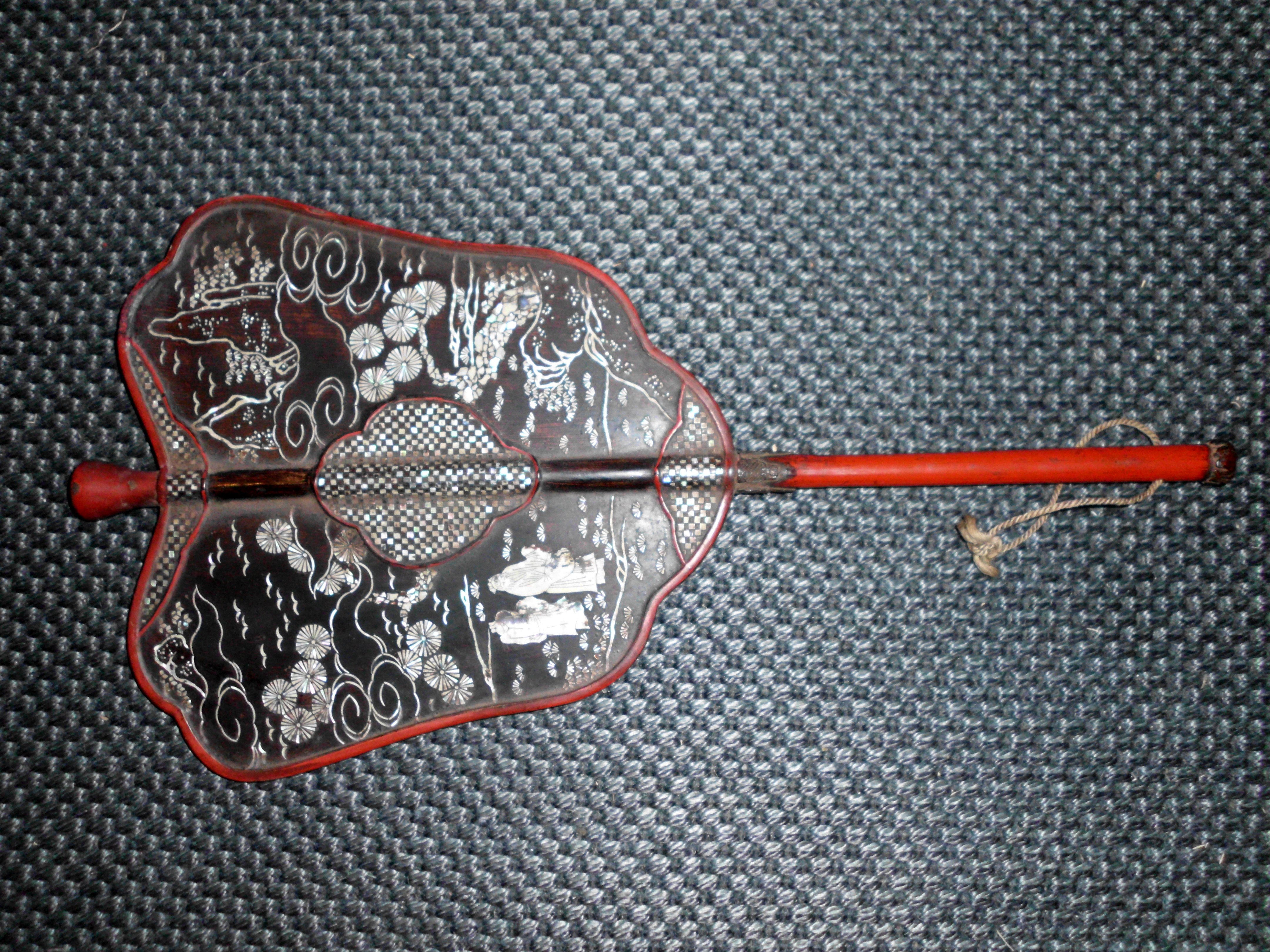
Gunbai